# 숏폼
숏폼(영어: Short-form)은 길이가 짧은 형태의 콘텐츠를 뜻한다. 트윗의 길이가 140자로 짧은 트위터나 틱톡, 스냅챗과 같은 플랫폼은 숏폼의 대표적인 예시이다.

## 동영상

### 분류
숏폼 형태의 동영상은 제작 형태에 따라서 두 가지로 분류할 수 있다. 첫째는 처음부터 숏폼 형태로 기획하고 제작하는 오리지널형 숏폼 동영상 컨텐츠, 둘째는 기존에 있던 콘텐츠를 편집 및 재가공해 숏폼 형태로 만드는 재가공형 숏폼 동영상 콘텐츠이다.
콘텐츠 생성 방식을 기준으로 4가지로 분류할 수도 있다. 첫째는 기존 롱폼 콘텐츠와 비슷한 담론형-하향식, 둘째는 콘텐츠 생성 과정에서 수신자가 직간접적으로 개입하는 담론형-상향식, 셋째는 참여형 캠페인이나 브랜딩 콘텐츠처럼 수신자의 참여가 있어야만 콘텐츠가 생성되는 대화형-하향식, 넷째는 이용자들 자신만의 메시지를 동영상 형식으로 제작하고 공유하며 이와 같은 정보가 축적되어 다양한 흐름과 현상을 만들어 내는 대화형-상향식이다.:129-136

### 역사
숏폼 동영상은 2010년대부터 인기를 얻기 시작했다.
스냅챗은 2012년부터 사용자들이 10초짜리 동영상을 공유할 수 있는 서비스를 제공했다.
2013년에 출시되어 동영상 길이를 최대 6초로 제한한 바인은 짧은 형식의 동영상이 유행이 되도록 도왔다. 인스타그램은 이러한 바인의 인기에 부응해 2013년 15초 동영상을 공유할 수 있는 기능을 추가하였으며, 이후 릴스를 비롯한 다양한 추가 기능을 통해 동영상 기능을 대폭 확장했다.
2018년 틱톡이 Musical.ly와 합병한 후, 틱톡은 가장 널리 사용되는 숏폼 동영상 앱이 되었으며 이후 세계에서 가장 인기 있는 앱 중 하나가 되었다.
2017년 바인이 서비스를 종료한 후, 3년 뒤인 2020년에 바인의 공동 설립자 Dom Hoffman은 바인의 후속작인 Byte(나중에 Clash로 이름을 바꾼 후 Huddles로 변경)를 출시했다.
2021년에 유튜브는 틱톡의 경쟁 심화에 대응하여 최대 60초 길이의 동영상을 호스팅하는 유튜브 쇼츠를 출시했다. 유튜브 쇼츠는 출시 6개월 만에 5조 건 이상의 조회수를 기록했다.

## 글
숏폼 형태의 글은 블로그, 소셜 미디어, 선집 등에 주로 등장하며 일반적으로 600 단어에서 10000 단어 사이라면 숏폼인 글로 지칭한다.